# Krasnokwiat

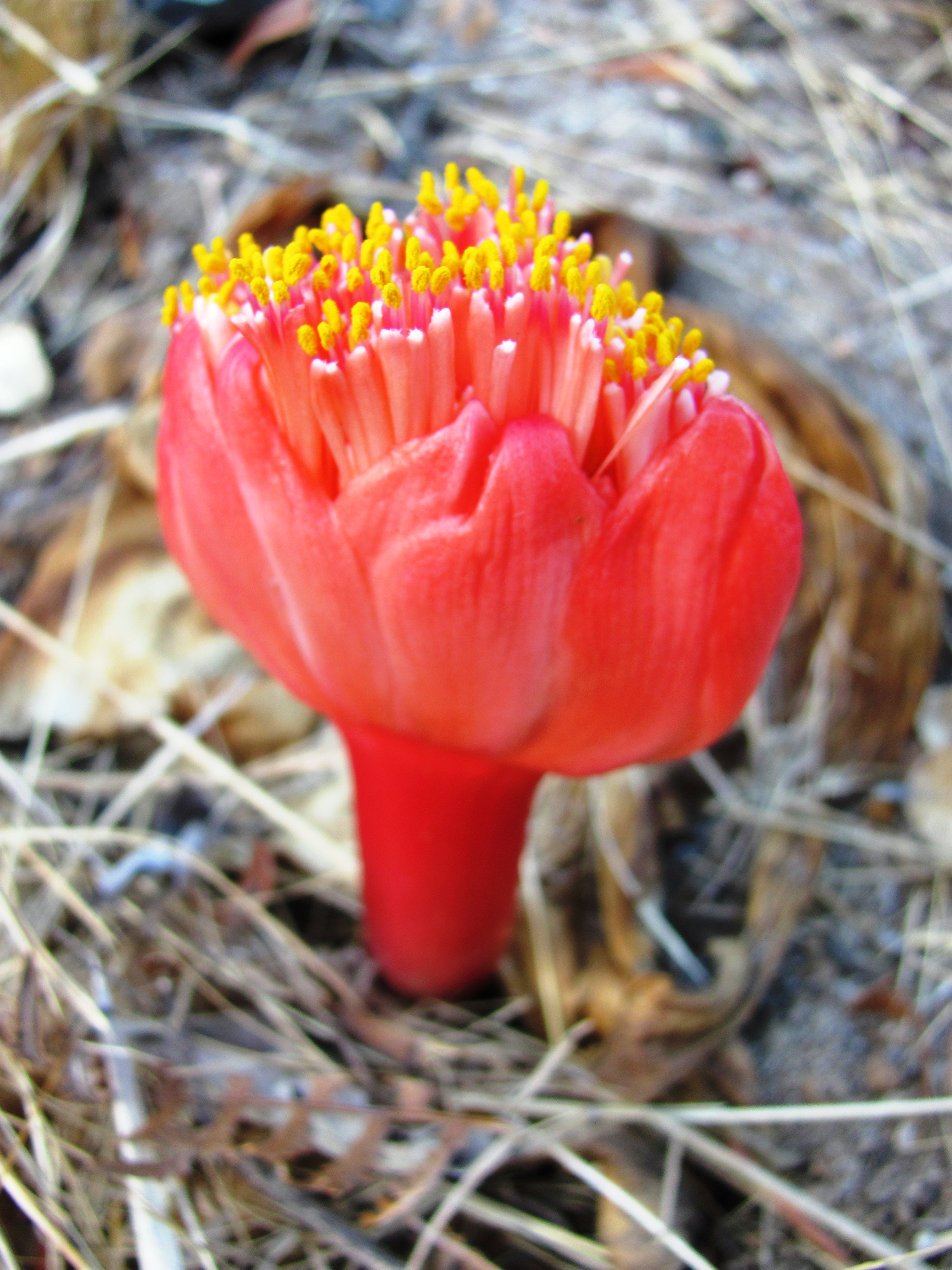
Haemanthus sanguineus

Krasnokwiat (Haemanthus L.) – rodzaj roślin z rodziny amarylkowatych. Obejmuje 22 gatunki. Wszystkie występują w południowej Afryce. Część gatunków tradycyjnie tu zaliczanych, nieco szerzej rozpowszechnionych, różniących się m.in. liczbą chromosomów (tu zaliczane rośliny mają ich 16) wyodrębniono w rodzaj Scadoxus (18 chromosomów).
Nazwa rodzaju Haemanthus pochodzi od greckich słów haima – krew i anthos – kwiat i odnosi się do czerwonej barwy kwiatów najwcześniej opisanych gatunków tj. H. coccineus i H. sanguineus.
Wiele gatunków jest uprawianych jako rośliny ozdobne.

## Systematyka
Pozycja i podział według systemu APG IV (2016) i APweb
Rodzaj należy do rodziny amarylkowatych (Amaryllidaceae). W starszych wersjach systemu (do APG II z 2003) rodzina ta była wąsko ujmowana. W jej szerszym ujęciu rodzaj należy do podrodziny amarylkowych Amaryllidoideae i plemienia Haemantheae.
Wykaz gatunków
- Haemanthus albiflos Jacq. – krasnokwiat białokwiatowy
- Haemanthus amarylloides Jacq.
- Haemanthus avasmontanus Dinter
- Haemanthus barkerae Snijman
- Haemanthus canaliculatus Levyns
- Haemanthus carneus Ker Gawl.
- Haemanthus coccineus L.
- Haemanthus crispus Snijman
- Haemanthus dasyphyllus Snijman
- Haemanthus deformis Hook.f.
- Haemanthus graniticus Snijman
- Haemanthus humilis Jacq.
- Haemanthus lanceifolius Jacq.
- Haemanthus montanus Baker
- Haemanthus namaquensis R.A.Dyer
- Haemanthus nortieri Isaac
- Haemanthus pauculifolius Snijman & A.E.van Wyk
- Haemanthus pubescens L.f.
- Haemanthus pumilio Jacq.
- Haemanthus sanguineus Jacq.
- Haemanthus tristis Snijman
- Haemanthus unifoliatus Snijman